# 東京ネオンスキャンダル
『東京ネオンスキャンダル』（とうきょうネオンスキャンダル）は、原作：MITA、作画：がしたにによる日本の漫画。『マガジンポケット』（講談社）において、2021年8月15日から2023年6月11日まで連載された。

## あらすじ
漫画編集部で新たなヒーローを作る夢を目指すNE出版の新入社員・葉山ユウ。しかし自身が配属されたのは、一部から「マスゴミ的週刊誌」と蔑まれている写真週刊誌『スキャンダル』編集部だった。
自身の夢とは程遠い部署に配属されて愕然となる葉山は、編集長の本郷タダムネから編集部きってのエースカメラマンとされる黒羽根サユリとコンビを組むよう命じられ、彼女とともに芸能人の裏の顔や隠された秘密を次々暴いていくことになる。

## 登場人物

### 主要人物
葉山ユウ（はやま ユウ）
主人公。『週刊スキャンダル』編集部に所属する新人の男性記者。
幼い頃からヒーローを目指す強い正義感の持ち主。当初は漫画編集部への配属を希望していたが、『週刊スキャンダル』編集長から文才を見込まれ、サユリとのコンビで様々なスキャンダルを暴いていくことになる。
黒羽根サユリ（くろばね サユリ）
『週刊スキャンダル』編集部に所属する女性カメラマン。
スタイル抜群の巨乳美人だが、「陽キャ」を異常なまでに毛嫌いしている。あらゆる手段を用いてターゲットとなる「陽キャ」のスキャンダルを暴いていくことから、同編集部からは「『週刊スキャンダル』を象徴するエースカメラマン」として一目置かれている。

### 主要人物の関係者
本郷タダムネ（ほんごう タダムネ）
『週刊スキャンダル』編集長。「肉は熱いうちに喰え」がモットーで、ステーキやケバブなどの肉料理をよく頬張っている。
尼辻ルリ（あまつじ ルリ）
人気アイドルグループ『丸の内28』の選抜メンバーである女優。イメージカラーは紫。
小柄な容姿とは裏腹にクールかつ大人びた性格の持ち主であり、かなりの酒豪。林岡や大広間をはじめとする熱狂的なファンを集めており、『尼辻ルリ親衛隊』なるファンクラブも存在するほど。柏坂アケミの一件から葉山のネタ元として彼の協力者となる。
柴田ミツコ（しばた ミツコ）
スナック『漢梅（おとこうめ）』のママで、サユリのネタ元。リーゼントヘアと筋骨隆々な肉体が特徴的なオカマ。サユリの過去について何かしら知っているらしい。
葉山ヒナ（はやま ヒナ）
葉山の妹。ミーハーな今時の女子大生で、兄との兄妹仲は良好。

### その他の関係者
霧島イツキ（きりしま イツキ）
右耳に三日月のピアスをつけた青年。端正な顔立ちをした美男子で、よく筋トレに励んでいる。
表向きの姿は「週刊誌の大ファン」で、偶然出会った葉山に対しても好意的に接して声援を送った。しかしその裏では人身売買サークルの実行犯である狩宮姉弟と深い関わりを持ち、二人からは「お兄ちゃん」と呼ばれている他、議員秘書である宮ノ内に贈収賄をプロデュースしていた。
実はサユリが姉の仇として追っている謎の存在「嗤う赤獅子（わらうあかじし）」。
その正体は東港テレビのニュースプロデューサーであり、『赤獅子犯罪サロン』と言うWebサイトを運用している。

### 各編の登場人物

#### トップアイドル編
柏坂アケミ（かしわざか アケミ）
『丸の内28』の選抜メンバーで、イメージカラーは赤。ファンやメンバーからは「アケちゃん」の愛称で親しまれ、グループの不動のセンターとして人気を博していた。ある日駅のホームで事故死を遂げるが、実際はストーカー被害を受け続けた末の自殺だった。
萩野ユカリ（はぎの ユカリ）
『丸の内28』の選抜メンバーで、イメージカラーは黄色。
五味トラオ（ごみ トラオ）
『丸の内28』の男性マネージャー。マスコミや週刊誌記者などの類を嫌っている。
林岡ヒデミチ（はやしおか ヒデミチ）
ルリの熱狂的な大ファンである中年男性。

#### 人身売買サークル編
小嶋マリ（こじま マリ）
葉山の高校時代の後輩。
狩宮レイナ（かりみや レイナ）
ユータの姉。売春斡旋グループ『人身売買（ジンバイ）サークル』を運営し、売春斡旋と同時に利用者の個人情報を集めていた。
狩宮ユータ（かりみや ユータ）
レイナの弟。姉と共に『人身売買サークル』を運営する。
河上チサキ（かわかみ チサキ）
城名大学文理学部に通う、アナウンサー志望の女子大生。

#### 東京クリーンの会編
上田ウツミ（うえだ ウツミ）
地下アイドルグループ『スパイダー8』のメンバー。「エナジー☆ウツミ」の芸名で活動を繰り広げている。
東ヒトシ（あずま ヒトシ）
都議会議員。ウツミとは婚約関係にあり、彼女からは「ヒー君」の愛称で呼ばれていた。しかしウツミとの結婚を目前に自宅マンションから飛び降り自殺を図り、死亡。
猿渡ユミカ（さるわたり ユミカ）
「美人都議会議員」としてメディアから注目を集めている女性議員。
宮ノ内マコト（みやのうち マコト）
「当選請負人」の二つ名を持つ議員秘書。
大広間ヒロキ（おおひろま ヒロキ）
「正体不明の“億り人（おくりびと）”」として、多くのメディアから最も注目を浴びている投資家。
表向きでは姿を見せず、メディアでも声のみの出演がほとんどのために謎に包まれた存在とされている。しかしその実態は眼鏡をかけた引きこもりのオタク系そのもので、林岡と同じくルリの熱狂的な大ファン。
鬼頭ジン（きとう ジン）
『日帝新聞』の男性記者。五味同様、週刊誌の類やその関係者を嫌っているが、本来は葉山にも一目置かれるほどの強い正義感の持ち主。

#### 嗤う赤獅子編
鈴木ミヤビ（すずき ミヤビ）
女優。本名は三浦ミヤビ（みうら ミヤビ）。
仕事帰りにミカドを中心としたグループに誘拐されてしまうが、葉山と駆けつけたサユリの活躍で解放された。
鈴木レイカ（すずき レイカ）
ミヤビの姉。妹と同じく女優。
妹思いな性格で、ルリを通じて葉山と面会し、誘拐されたミヤビを助けてほしいと懇願する。しかしミヤビが解放された直後、ミカドを中心としたグループとは別の犯人（嗤う赤獅子本人）によって誘拐されてしまう。
上郡マキ（かみごおり マキ）
女優にして、お茶の中女子大学に通う女子大生。ミヤビの友人だが、彼女と比べると女優としての活躍はあまり聞かない方らしい。
明るく快活な性格だが、葉山にも呆れられるほどのお喋りかつ騙されやすい性格でもある。
草壁ミカド（くさかべ ミカド）
ミヤビを誘拐した犯人グループの中心的存在。表向きは爽やかな青年で、高級タワーマンションで暮らす裕福生活者。
誘拐した人質に手厚くコーヒーを振る舞ったり、人質が抵抗しない限りは無闇に危害を加えようとしない等、犯人グループの中でも特に紳士的な性格の持ち主だが、裏では父親に対して強い劣等感を抱いていた。
リク
ミヤビを誘拐した犯人グループの一人で、仕事帰りのミヤビや「大広間の恋人」と偽った女装姿の葉山を拉致した張本人。
表向きはマキの恋人で、彼女からは「りっくん」の愛称で呼ばれ溺愛されているが、実際はミヤビに関する情報を聞き出すために彼女を誑かしただけに過ぎなかった。
ムラセ
ミヤビを誘拐した犯人グループの一人。ステレオタイプのアキバ系オタクの風貌で、動画配信の役割を担う。
ヤマト
ミヤビを誘拐した犯人グループの一人。マイペースな性格で、金にならない仕事には極力興味を持たない。

### その他
栄ミナ（さかえ ミナ）
子役上がりの清純派女優。
華東フウカ（かとう フウカ）
子供番組『おねえさんといっしょ』で人気を集める歌のお姉さん。
松桐ナギ（まつぎり ナギ）
サユリの姉。既に故人のため、回想シーンのみの登場。10年前の当時は売り出し中の新人女優だった。
両親の離婚に伴い、妹のサユリや父と離れて暮らしていたが、自身が一人暮らしを始めたタイミングで父の元を離れた妹が大荷物を抱えて自身が住むマンションへと転がり込んだ際は驚くものの、これを拒否することなく素直に受け入れ、姉妹二人で暮らしていた。

## 書誌情報
- MITA（原作）・がしたに（作画）『東京ネオンスキャンダル』 講談社〈KCデラックス〉、全9巻
  1. 2021年12月9日発売[4][3]、ISBN 978-4-06-526351-8
  2. 2022年3月9日発売[5]、ISBN 978-4-06-527273-2
  3. 2022年6月9日発売[6]、ISBN 978-4-06-528171-0
  4. 2022年9月8日発売[7]、ISBN 978-4-06-529062-0
  5. 2022年12月9日発売[8]、ISBN 978-4-06-529945-6
  6. 2023年3月9日発売[9]、ISBN 978-4-06-530923-0
  7. 2023年6月8日発売[10]、ISBN 978-4-06-531877-5
  8. 2023年8月8日発売[11]、ISBN 978-4-06-532616-9
  9. 2023年8月8日発売[12]、ISBN 978-4-06-532615-2